# IV. Krešimir horvát király

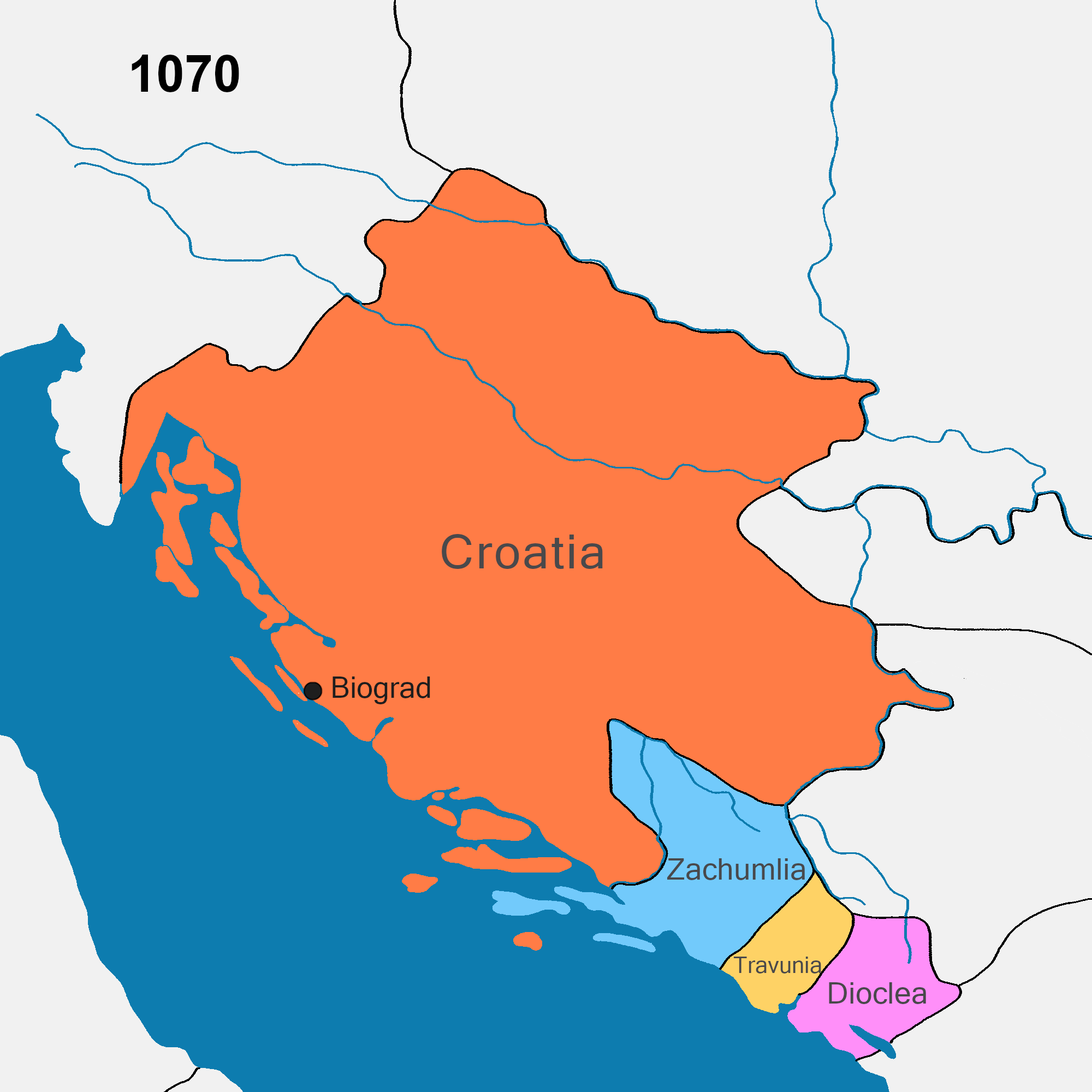
Petar Krešimir uralkodásának térképe

IV. (Nagy) Krešimir horvát király (? – 1075, uralkodott: 1058 – 1075),
a középkori Horvát Királyság uralkodója volt. Energikus király volt, uralma alatt Horvátország elérte területi kiterjedésének tetőpontját, ami miatt kapta a „Nagy” ragadványnevet. Székhelyét Nin és Biograd városokban tartotta, valamint megalapította Šibenik városát, melyet manapság „Krešimir városának” becéznek.

## Uralkodása
Kresimir I. István és Orseolo Joscella fia volt. Velencében nőtt föl. Apja halála után örökölte a trónt és a következő évben lett megkoronázva. Nem tudni hol történt meg a koronázás, de egyes történészek szerint Biogradban lehetett. Uralkodása kezdetétől apja hódító politikáját követte. 1059-ben, majd ismét 1060-ban II. Miklós pápa megparancsolta, hogy a horvát egyházban vezessék be a római liturgiát. Ez kiváltképp fontos volt a pápaság számára, miután 1054-ben bekövetkezess a nagy egyházszakadás a katolikus és az ortodox egyház közt. Kresimir és a főnemesség támogatták a pápát.
Az alacsony nemesség és a parasztok viszont nem lelkesedtek a reformok iránt. Az akkori horvát papok a bizánci liturgiát követték, beleértve a hosszú szakállakat és a házasodást. Továbbá a szertartásokat szláv (glagolita) nyelven tartották, amig a pápa a latin nyelv bevezetését követelte. Emiatt 1063-ban föllázadott a papság, de válaszul 1064-ben eretnekeknek lettek bélyegezve és ki lettek közösítve az egyházból. Kresimir kíméletlenül elbánt a lázadókkal és teljesen a nyugati egyház mellé sorakozott. Szándéka a dalmát lakosság integrálása volt, ugyanis az egyház segítségével csökkenthetné a városokban lakó nemesség hatalmát. Kresimir uralmának vége felé a feudalizmus elterjedt az egész országban, Dalmácia pedig sikeresen egybefűződött a horvát állammal.
A feudalizmus terjedésével növekedett az állami bevétel is. Kresimir a pénzt hatalma erősítésére használta, valamint új városok és templomok alapítására. Ekkor jöttek létre vagy ki lettek bővítve Biograd, Nin, Šibenik, Karin, és Skradin városok. Többek között a biográdi Keresztelő Szent János bencés monostort is ő alapította, valamint földet adományozott az egyháznak. 1066-ban Zárában megalapította a Szent Mária-monostort, melynek első apácája, Čika, saját rokona volt.

## Területi hódítások

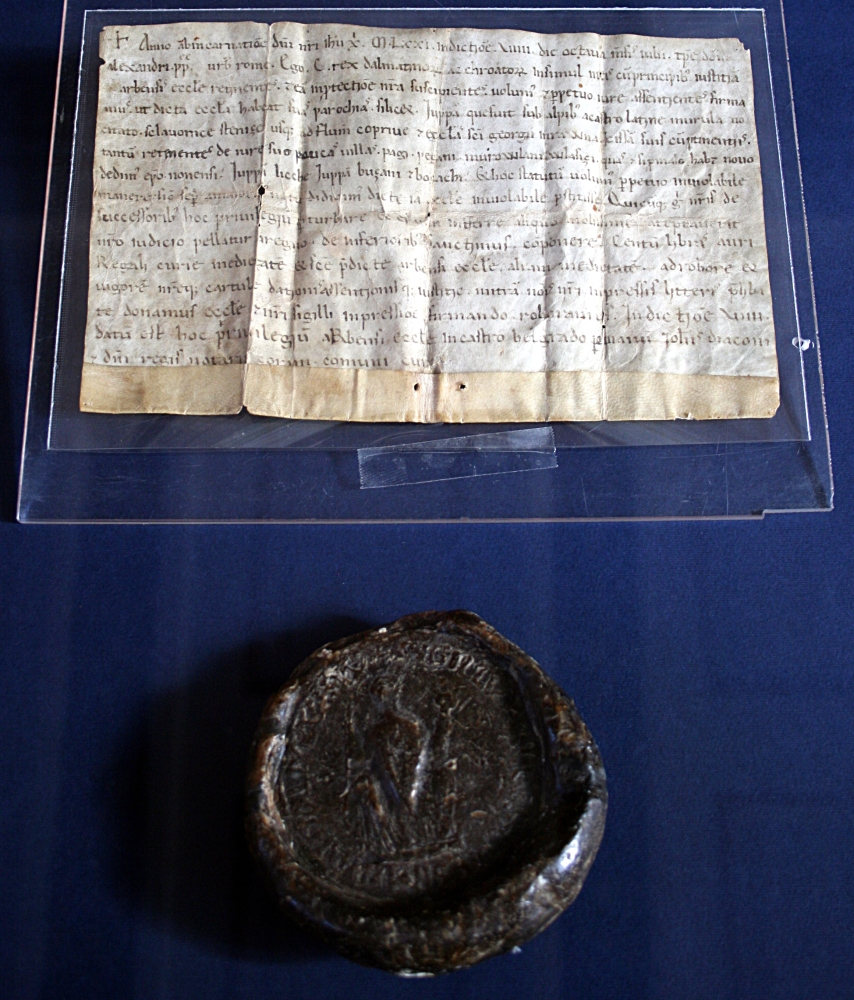
Kresimir adománylevele a rabi püspökségnek

Kresimir kiterjesztette Horvátország határait az Adriai-tengermelléken, valamint a Balkán-félsziget belsejébe is. A szlavóniai Dmitar Zvonimir bánt kinevezte Horvátország bánjának. Így sikerült újból egyesítenie a két különálló horvát tartományt.
1069-ben a bizánci császár elismerte Kresimir uralmát Dalmácia azon területei fölött, melyek 997 óta Bizánc uralma alatt álltak. A Bizánci Birodalom ugyanis kétfrontos háborút vívott a szeldzsuk törökök és a normannok ellen, és Kresimir kihasználta az alkalmat, hogy megkapja a regnum Dalmatiae et Chroatia címet.
1071-ben a Manzikerti csatában a bizánciak katasztrofális vereséget szenvedtek a szeldzsuk törököktől, mire a szerbek fellázadtak Makedóniában. 1072-ben Kresimir segítséget nyújtott a lázadóknak. 1075-ben a normannok megtámadták Horvátországot. Amico gróf április végétől május elejéig ostromolta Rabot, de nem tudta elfoglalni a szigetet. Viszont sikerült neki fogságába ejteni a horvát királyt. Szabadságáért Kresimirnek át kellett adnia sok városát, beleértve mindkét fővárosát, valamint Zárát, Spalatót és Traut is. Hívei nagy váltságdíjat is fizettek érte. Ennek ellenére nem engedték szabadon a királyt. A következő két évben a Velencei Köztársaságnak sikerült kiűzni a normannokat, de a városokat megtartotta magának.

## Halála és az öröklődési gondok
Uralkodásának vége felé Kresimirnek nem volt fia, csak egy lánya, Neda. Testvérei már elhunytak, és ezzel véget ért a III. Krešimir horvát király oldaláról származó Trpimir-ház. IV. Kresimir rokonát, Dmitar Zvonimir horvát királyt nevezte ki utódának, aki a család Szvetoszláv Szuronja oldaláról származott. Miután Kresimir meghalt normann fogságban, Dmitar vette át az uralmat.